# Cladochytrium aurantiacum
Cladochytrium aurantiacum är en svampart som beskrevs av M. Richards 1956. Cladochytrium aurantiacum ingår i släktet Cladochytrium och familjen Cladochytriaceae.   Inga underarter finns listade i Catalogue of Life.